# Stanisław Lem poleca
Stanisław Lem poleca – seria książek, wydawana w latach 70. przez Wydawnictwo Literackie w Krakowie, zawierająca cztery pozycje. Tytuły były polecone przez patrona serii, Stanisława Lema, który opatrywał je autorskimi posłowiami.

## Historia
W serii ukazały się tylko 4 książki, choć Lem planował wydanie w serii kolejnych powieści. Konflikty związane m.in. z wydaniem książki Alfreda Bestera Gwiazdy moim przeznaczeniem oraz z faktem, że tłumaczem powieści Czarnoksiężnik z Archipelagu Ursuli Le Guin był źle postrzegany przez ówczesne władze za działalność w KOR Stanisław Barańczak, stały się przyczyną, dla której seria nie była kontynuowana. Po tym jak cenzura zakazała wydania powieści Le Guin, Lem zerwał współpracę z wydawnictwem, po latach komentując: „Nie straciłem szacunku dla siebie, lecz straciłem czytelników”. Pewne kłopoty były także z wydaniem powieści Strugackich, których tłumaczką była Irena Lewandowska, partnerka życiowa współpracującego z opozycją Witolda Dąbrowskiego, ale na szczęście książkę udało się wydać.

### Problem z Dickiem
Lem, przygotowując się do wydania w ramach serii powieści Ubik skontaktował się z autorem, Philipem K. Dickiem. Amerykański pisarz zgodził się na wydanie tłumaczenia i książka się ukazała, ale Wydawnictwo Literackie odmówiło zapłaty honorarium w dolarach. W grę wchodziło wysyłanie złotówek do USA (niewymienialnych za granicą) lub przyjazd Dicka do Polski, gdzie mógłby wydać honorarium. Jako że Dick musiałby pokryć koszty podróży w obie strony, na co nie było go stać, a Lem nie zgodził się na specyficzny barter – oddanie honorarium za jedno z amerykańskich tłumaczeń w zamian za honorarium Dicka w złotówkach – amerykański autor poczuł się oszukany, a między pisarzami doszło do kłótni. W efekcie Dick napisał na Lema donos do FBI, gdzie sugerował, że Lem nie istnieje, a jego nazwisko jest kryptonimem grupy pisarzy działających na zlecenie partii komunistycznej, by przejąć kontrolę nad opinią publiczną. Dowodem tego miała być mnogość stylów pisarskich Lema i szeroka tematyka jego dzieł, a także nietypowe, niesłowiańskie nazwisko mogące być skrótem jakiejś tajnej komórki.
Konflikt między pisarzami jest punktem wyjścia spektaklu „Lem vs. P. K. Dick” napisanego i wyreżyserowanego przez Mateusza Pakułę w ramach projektu Mała Boska Komedia na scenie Teatru Łaźnia Nowa w Krakowie.

### W XXI wieku
Wydana w 2001 książka Jana Krasnowolskiego 9 łatwych kawałków została opatrzona na opasce hasłem „Stanisław Lem poleca”. Nie było to jednak wznowienie serii – Lem recenzując książkę wsparł autora, wnuka swego wieloletniego przyjaciela, Jana Józefa Szczepańskiego.

### Nowa seria
Z okazji setnej rocznicy urodzin Stanisława Lema biblioteka internetowa Wolne Lektury, wydała w 2021 kolekcję pod analogicznym tytułem „Stanisław Lem poleca”. Seria zawiera 18 dziś zapomnianych książek, które wpłynęły na twórczość Lema. Są to m.in.: R.U.R. i Inwazja jaszczurów Karela Čapka, opowiadania Stefana Grabińskiego, ale także Lord Jim i Murzyn z załogi „Narcyza” Josepha Conrada, Lalka Bolesława Prusa czy Wspomnienia z martwego domu Fiodora Dostojewskiego, udostępnione na wolnej licencji jako e-booki i audiobooki.

## Odbiór
Seria została w 1979 określona jako „ciekawie się zapowiadająca”, a po latach, mimo swej niewielkiej długości, jako „popularna”.

## Zawartość serii
- Philip K. Dick – Ubik (1975, tł. Michał Ronikier, z ilustracjami Jerzego Skarżyńskiego),
- Stefan Grabiński – Niesamowite opowieści (1975, z ilustracjami Bronisława Kurdziela),
- Montague Rhodes James – Opowieści starego antykwariusza (1976, tł. Janina Mroczkowska, z ilustracjami Barbary Ziembickiej),
- Arkadij i Boris Strugaccy – Piknik na skraju drogi. Las (1977, tł. Irena Lewandowska, z ilustracjami Jerzego Skarżyńskiego).

### Planowane książki
- Ursula K. Le Guin – Czarnoksiężnik z Archipelagu nie ukazała się z powodu zapisu cenzury na nazwisko tłumacza, Stanisława Barańczaka, działacza KOR. Lem próbował obejść zakaz sugerując, by książka ukazała się jako przetłumaczona przez żonę Barańczaka, Annę, ale na polecenie sekretarza KC PZPR odpowiedzialnego za propagandę, Jerzego Łukaszewicza gotowy skład tekstu został zniszczony[4][14]. Powieść ukazała się w 1983 już po zamknięciu serii, acz z posłowiem Lema w ramach innego cyklu – „Fantastyka i Groza”, tego samego wydawnictwa.
- Alfred Bester – Gwiazdy moim przeznaczeniem odrzucona przez wydawnictwo za rzekomy imperializm[5], ukazała się w 1983 pod tytułem Gwiazdy – moje przeznaczenie, ale nie w formie książkowej, tylko w odcinkach, w miesięczniku Fantastyka.